# Östbergstjärnen
Östbergstjärnen är en sjö i Bergs kommun i Jämtland och ingår i Indalsälvens huvudavrinningsområde. Sjön har en area på 0,05 kvadratkilometer och ligger 463,4 meter över havet.

## Delavrinningsområde
Östbergstjärnen ingår i det delavrinningsområde (695984-143248) som SMHI kallar för Mynnar i Svenstaån. Medelhöjden är 444 meter över havet och ytan är 11,48 kvadratkilometer. Räknas de 2 avrinningsområdena uppströms in blir den ackumulerade arean 14,55 kvadratkilometer. Vattendraget som avvattnar avrinningsområdet har biflödesordning 3, vilket innebär att vattnet flödar genom totalt 3 vattendrag innan det når havet efter 296 kilometer. Avrinningsområdet består mestadels av skog (77 procent). Avrinningsområdet har 0,05 kvadratkilometer vattenytor vilket ger det en sjöprocent på 0,4 procent.